# Armorial des communes de la Guyane
Cette page donne les armoiries (figures et blasonnements) des communes de la Guyane.
| Blason de Apatou | Blason  | D'argent au tourteau d'azur chargé d'un frakatiki (lieu de culte) de sable habillé d'argent, terrassé de sinople et accompagné à dextre d'une bouteille de rhum de tenné et à senestre d'une écuelle du même, ledit tourteau accompagné de deux étoiles d'or aux cantons du chef, adextré d'une pagaie et senestré d'un mata brochant en partie sur le tourteau, le tout au naturel, au tembé au naturel mouvant de la pointe, au chef de sinople chargé des inscriptions d'argent "Commune" et "d'APATOU" l'une sur l'autre, accostées à dextre d'un poisson bondissant contourné d'or et à senestre d'un gallinacé contourné regardant du même. |
| Blason de Apatou | Détails | * Il y a là non-respect de la règle de contrariété des couleurs : ces armes sont fautives (sable et sinople sur azur et or sur argent). Le statut officiel du blason reste à déterminer. |

| Blason de Cayenne | Blason  | Tiercé en fasce : au 1er de France surmontée du nombre 1643 d'or ; au 2e de gueules à la barque de sable remplie d'or naviguant sur le 3e de sinople à trois nénuphars d'argent. |
| Blason de Cayenne | Détails | Le blason de Cayenne a été composé par Émile Merwart, gouverneur de la Guyane au début du XXe siècle. Le 25 décembre 1901, lors de la première séance du Comité de Patronage du Musée de Cayenne, Paul Merwart, frère du gouverneur et peintre de la Marine et des Colonies, présente un tableau sur lequel il a peint le blason de la ville. Les figures et les meubles héraldiques présents sur cet écusson sont : - 1643 : fondation de la ville par Charles Poncet de Brétigny, lieutenant-général du roi Louis XIII au pied de la colline du Cépérou, surmontant les armes de France, caractéristiques des villes et personnes au fort héritage royal. - le rouge représente la terre. - le canot amérindien représentant la navigation sur les rivières Mahury et l'Océan Atlantique. Il est chargé d'or, principale richesse de la Guyane à l'époque. - Le vert de la forêt, où reposent les nénuphars. - La couronne murale rappelle les fortifications qui entouraient la ville, et les palmiers la Place des Palmistes. - Les deux tamanoirs : mammifère se nourrissant de fourmis et termites et fort présent en Guyane à cette période. Ils sont capables de se défendre face à des prédateurs tels que les jaguars à l'aide de leurs griffes. - Fert Aurum Industria : Le travail procure la richesse devise proposée par le gouverneur Émile Merwart. Le statut officiel du blason reste à déterminer. |

| Blason de Iracoubo | Blason  | Inconnu. |
| Blason de Iracoubo | Détails | * Il y a là non-respect de la règle de contrariété des couleurs : ces armes sont fautives (sinople sur azur, or et argent). Le statut officiel du blason reste à déterminer. |

| Blason de Kourou | Blason  | De sable à la bande d'argent chargée d'un toucan au naturel sans œil ni patte, accompagnée à dextre d'un bagnard de carnation portant une pépite d'or sur sa coiffe de gueules, et à senestre d'une fleur de lys d'or surmontée de deux serpents lovés et affrontés du même ; au chef d'argent à l'inscription KOUROU en lettres capitales du champ surmontée d'un comble du même. |
| Blason de Kourou | Détails | Le statut officiel du blason reste à déterminer. |

| Blason de Montsinéry-Tonnegrande | Blason  | Coupé d'argent à un arbre mort de sable enflammé de gueules, accompagné de deux chiens effarés affrontés regardant, la queue de chacun pincée d'un crabe, le tout du second ; et d'or à huit cotices en barre du second ; au chef d'azur chargé d'un demi-soleil d'or non-figuré et isolé, accompagné de deux huitres fermées du premier. |
| Blason de Montsinéry-Tonnegrande | Détails | Conflit héraldique : la partie d'or apparaît comme une champagne. Le statut officiel du blason reste à déterminer. |

| Blason de Rémire-Montjoly | Blason  | D'or à la canne à sucre de sinople surchargée vers le chef d'un œil de gueules, accostée à dextre d'une tête de tapir de gueules tournée vers la dextre, et à senestre d'une tortue du même posée en barre, le tout soutenu de la mention "RÉMIRE MONTJOLY" en lettres capitales de sinople et à une filière du même. |
| Blason de Rémire-Montjoly | Détails | Le statut officiel du blason reste à déterminer. |

| Blason de Roura | Blason  | Tranché d'argent à la branche de sable issant du bord senestre, feuillée de sinople, accompagnée d'un franc-canton senestre du second chargé d'une fleur de lys du premier ; et de gueules à l'animal passant du second ; à la bande d'azur chargée de deux roses des vents du second brochant sur la partition. |
| Blason de Roura | Détails | * Il y a là non-respect de la règle de contrariété des couleurs : ces armes sont fautives (sable sur azur, sable sur gueules). Le statut officiel du blason reste à déterminer. |

| Blason à dessiner | Blason  | [ 2 ] |
| Blason à dessiner | Détails | Les deux cabosses, fruits du cacaoyers, rappellent les anciennes plantations. La croix évoque les missions des Jésuites dans la commune. L'oiseau est un coq-de-roche, typique du nord de l'Amérique du Sud. L'arc et la flèche représentent la devise de la commune : "M'arc boute, poc à poc" Qui signifie que quand l'arc est bouté, c'est-à-dire tendu, les deux extrémités se touchent. L'indien et le jaguar sont une référence à la légende de Saint-Georges terrassant le dragon. Le statut officiel du blason reste à déterminer. |

| Blason de Saint-Laurent-du-Maroni | Blason  | A une croix d'or fuselée, chargée d'une salamandre animale contournée de sinople posée sur un brasier de gueules. Au premier canton d'argent à une épée portant sur sa pointe une balance de deux plateaux, le tout du même; au second d'argent à une grille de prison composée de 4 barreaux et 4 traverses, sommée de deux clefs posées en sautoir, accompagnée de 7 tourteaux, 3 à senestre, 3 à dextre et 1 en pointe, le tout de sable; au troisième d'azur à une ancre de sable accompagnée de 2 marsouins affrontés de gueules; au quatrième de sinople à une souche d'arbre d'or au duramen de gueules. A une couronne d'or brochante en chef. |
| Blason de Saint-Laurent-du-Maroni | Détails | * Il y a là non-respect de la règle de contrariété des couleurs : ces armes sont fautives (sable et gueules sur azur, or sur or). Le statut officiel du blason reste à déterminer. |